# サスペンション
サスペンション（英: Suspension）または懸架装置（けんかそうち）は、主に車両において、路面の凹凸を車体に伝えない緩衝装置としての機能と、車輪・車軸の位置決め、車輪を路面に対して押さえつける機能を持つことで、乗り心地や操縦安定性などを向上させる機構。
乗り心地に関係する「緩衝」機能はばね、「減衰」機能はダンパーが受け持っているが、これらを含めてサスペンションと呼ぶことも多く、機械工学のインシュレーターを指す場合もある。

## 自動車のサスペンション

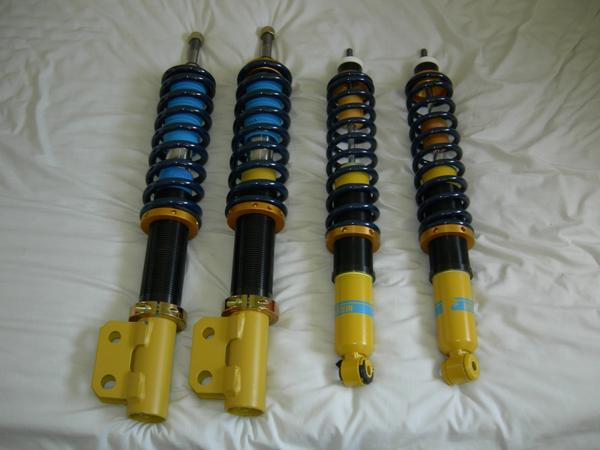
コイルオーバーの例

黎明期以来様々なサスペンションが考案され実用化されているが、自動車のサスペンションは基本構成として車軸の位置決めを行うサスペンションアーム、車重を支えて衝撃を吸収するスプリング、スプリングの振動を減衰するショックアブソーバで構成される。欧米ではスプリングとショックアブソーバーが一体となった部品をコイルオーバー (英: Coilover) と称することもある。
乗用車（特にフロント）ではストラット式サスペンションが普及している。乗り心地の向上やタイヤの接地条件やクルマの姿勢（ロールセンターやアンチダイブ、アンチスクワットなど）を細かく制御する目的で、ジオメトリー自由度の大きいダブルウィッシュボーン式や、さらなる安定性を得るためにマルチリンク式なども多く用いられている。
サスペンションの特性は同じ方式でも一様ではなく、使われる部品の固さや寸法に大きく依存する。「サスペンションが硬い」と表現されるものは、車重に比してばね定数が高い場合やダンパーの減衰力が高い場合が多い。サスペンションが柔らかい方が路面の凹凸による衝撃を吸収しやすく、乗り心地を重視する乗用車ではサスペンションが柔らかくされる傾向にあり、スポーツカーやレーシングカーなどの自動車では旋回時や加減速時の車体挙動を抑えるためにサスペンションは硬くされる傾向がある。俗に「サスペンションがへたる」と表現される現象は、ほとんどの場合はショックアブソーバーの減衰力の低下と、サスペンションアームの軸部に用いられているブッシュの弾力性の低下が原因。

### 懸架方式
懸架方式は大きく分けて車軸懸架（リジッドアクスル・サスペンション）、独立懸架（インディペンデント・サスペンション）、可撓梁式（トーションビーム式サスペンション）に分類される。単純な緩衝機能に留まらず、外力に対して車両の姿勢を積極的に制御し、安定させるシステムとしてアクティブサスペンションやセミアクティブサスペンションがある。それに対し、旧来の懸架装置はパッシブサスペンションと呼ばれるようになった。

#### 車軸懸架方式

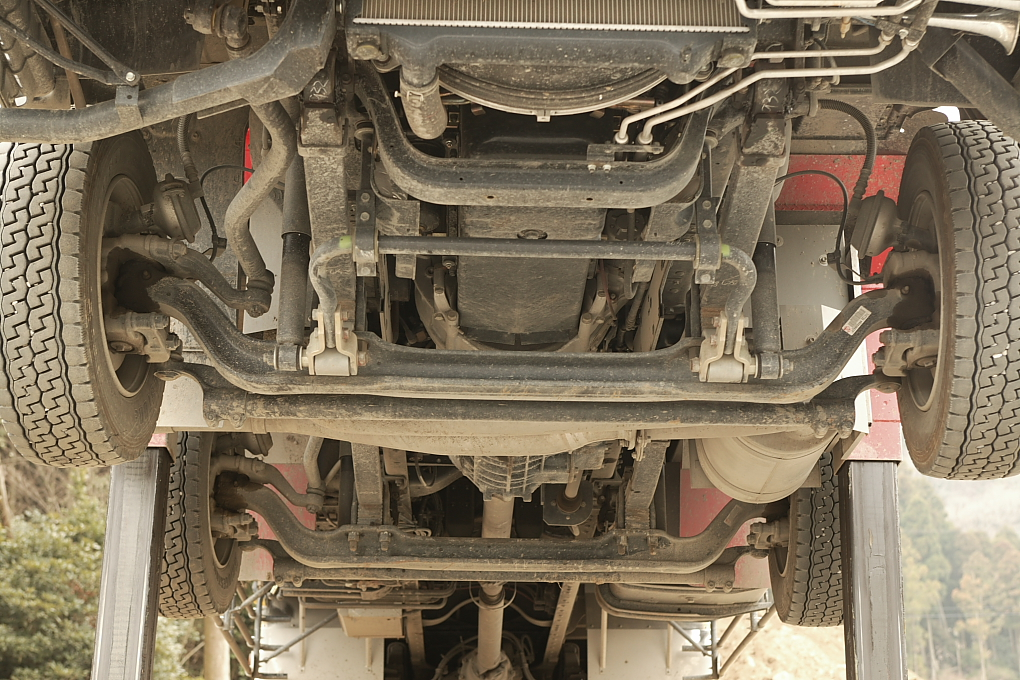
I形ビームのリーフリジッド式

車軸懸架方式は左右の車輪を車軸（アクスル）で連結したサスペンション形式で、馬車時代から続く長い歴史を持つ。Rigid Axle Suspensionの和訳から「固定車軸」懸架方式と呼ばれる事があるが、「フレームや車体に固定された車軸」ではなく「左右の車輪の位置関係を固定する車軸」の意味である。
特に駆動輪に用いる場合は、ドライブシャフトがアクスルハウジング（アクスルチューブ）に覆われており、ドライブシャフトに角度を持たせるための軸継手を必要としないため、構造が簡単で耐久性が高い。左右の車輪が常に同軸上に保たれているため、車体がロールした際の対地キャンバーの変化が少ない。ホイールトラベル（ストローク）を大きく設計しやすいため、起伏の大きな路面状況での車輪の接地を保ちやすい。駆動輪の場合でもデファレンシャルが車軸上（ばね下）にあるため、その振動・騒音が車室内に伝わりにくい。
反面、ばね下重量が重くなる傾向にあり、速度が高くなると路面追従性や乗り心地が悪くなる。またロールセンターが高くなりがちで、旋回による車体のローリングが大きいなどの短所がある。
大型自動車、商用車、クロスカントリー車での採用例が多く、特にそれらの駆動輪で用いられる。かつては一般的な乗用車でも、特に後輪に多く用いられ続けたが、多くは後輪駆動から前輪駆動へと切り替わる際に別方式とされ、後輪駆動のままの車種でも順次下記の独立懸架方式に置き換わっている。
車軸懸架方式を細分化すると次のように分類される。
- リンク式サスペンション
- リーフ式サスペンション
- ド・ディオン式サスペンション ：車軸ではなく車体にデファレンシャルを取り付けたもの

#### 独立懸架方式

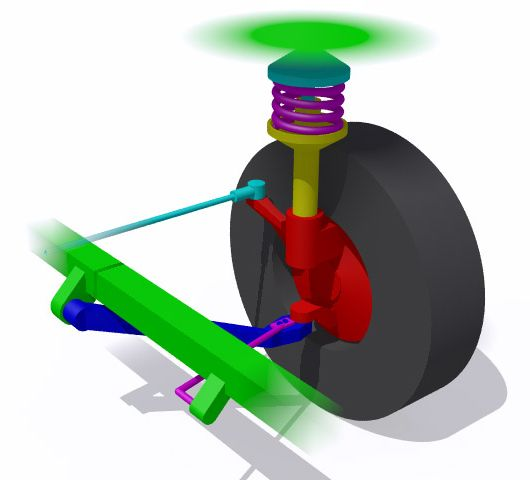
ストラット式サスペンション

独立懸架とはIndependent Suspentionの和訳で、左右の車輪が独立して動作するサスペンション形式である。固定車軸方式に比べ、車軸が無くばね下重量が軽く乗り心地や路面追従性に優れる。また車軸の揺動空間が不要でフレームや車室の床を低くできる。特に駆動輪に用いる場合デファレンシャルやドライブシャフトが車軸に加わり、さらに差動装置がエンジンの直下に配置される車種ではエンジン搭載位置も低くできる。リンク機構だからストローク(エンジン)の操縦安定性向上の設計が可能である。部品が多く製造費用や整備費用が高くなりやすい。サスペンションアームの寸法の制約により、ストロークが短くなる傾向にある。駆動輪に用いる場合、ばね上の車体に取り付ける事になるデファレンシャルの振動・騒音が車室内に伝わりやすくなる。
スポーツカーやレーシングカーに留まらず、現在では乗用車や中型以下の貨物車、観光バス・高速バスなど一部の中・大型バスでもフロントサスペンションに独立懸架が採用されている。乗用車では、FF、FRとも上級車や高級車はリア・サスペンションにも独立懸架が多く用いられ、後輪固定車軸車との差別化のため、インディペンデント・リア・サスペンション (Independent Rear Suspention：後輪独立懸架) の頭文字をとった「IRS」を商標に取り入れたりカタログで強調していた時期もあった。
独立懸架方式を細分化すると次のような方式に分けられる。
- 一軸スイングアーム式
  - スイングアクスル式サスペンション
  - リーディングアーム式サスペンション
  - トレーリングアーム式サスペンション
  - セミトレーリングアーム式サスペンション
- 二軸スイングアーム式
  - ダブルウィッシュボーン式サスペンション
  - ダブルトレーリングアーム式サスペンション
- マルチリンク式サスペンション[注釈 1]
- ストラット式サスペンション

#### トーションビーム懸架方式
左右の車輪のねじれ（トーション）を許容する梁（ビーム）で結ばれている構造。独立懸架ほどではないが、車軸懸架よりも左右の車輪に自由度が与えられている。前輪駆動車（FF車）の後輪やトレーラーなどに採用されている。FFが多いコンパクトカーや軽自動車の後輪用では主流となっている。
トーションビーム式を細分化すると次のような方式に分けられる。
- アクスルビーム式
- ピボットビーム式
- カップルドビーム式

### 車軸以外のサスペンション
キャブオーバー型の大型貨物自動車のなかには、車軸のサスペンション以外にフレームとキャビンの間に緩衝装置を設けるキャブサスペンションを持つ物が多い。日本製トラックでは1981年（昭和56年）に日野自動車製の車両で初めて導入された。キャブサスペンションはコイルばねや空気ばね、懸濁液方式などが用いられており、車軸のサスペンションの耐荷重性能強化と乗り心地の向上という相反する要素を両立するために採用されている。エンジン出力や積載量の割にホイールベースが短い牽引自動車のトラクターでは、キャブのピッチングを抑えることができる。
トラック、バス、四輪駆動車、建設機械、農業機械などでは、運転席が緩衝装置で支持されているサスペンションシートが採用されている物もある。オートバイみたくプリロード調整ができ、不要な場合はロック（固定）できる。

### 戦車のサスペンション
キャタピラで走行する車両は主に建機・農機の他、戦車など戦闘車両がある。キャタピラ走行装置はサスペンションを付加すると部品点数が激増しコストや整備性の点から建機や農機では速度を妥協してサスペンションは一般に備えない。戦車も開発された当時はほとんど農業トラクターと同様の構造でサスペンションは存在しないか、ないに等しい状況であったが、不整地での機動性向上の要求から各種のサスペンションが考案･実用化された。戦車に取り入れられたサスペンションはレオパルト2、エイブラムス、アリエテ、オリファント、ロシア戦車、中国戦車に見られるトーションバー式と、K2、ルクレール、チャレンジャー3、10式戦車に見られる油気圧式が主流となっている。キャタピラは履帯の環の一端についてエンジントルクを伝達する動輪、動輪の反対側につく誘導輪、動輪と誘導輪の間に配列され荷重を分散させる転輪で構成される。低速の建機や農機では動輪･誘導輪も接地して荷重を受け持つものが多いが、戦闘車両は障害物を乗り越えるため動輪･誘導輪は高位置に設けて接地させない場合が多く当然それらにサスペンションを装備する必要がないため、サスペンションは転輪にのみ装備される。
また近年では足回り以外にも、戦闘車両が爆発物によるゲリラ攻撃を受ける事態が激増。車体は耐えても乗員が衝撃で死傷するリスクを低減するため、座席への緩衝機能配備がトレンドになっている。

## オートバイのサスペンション

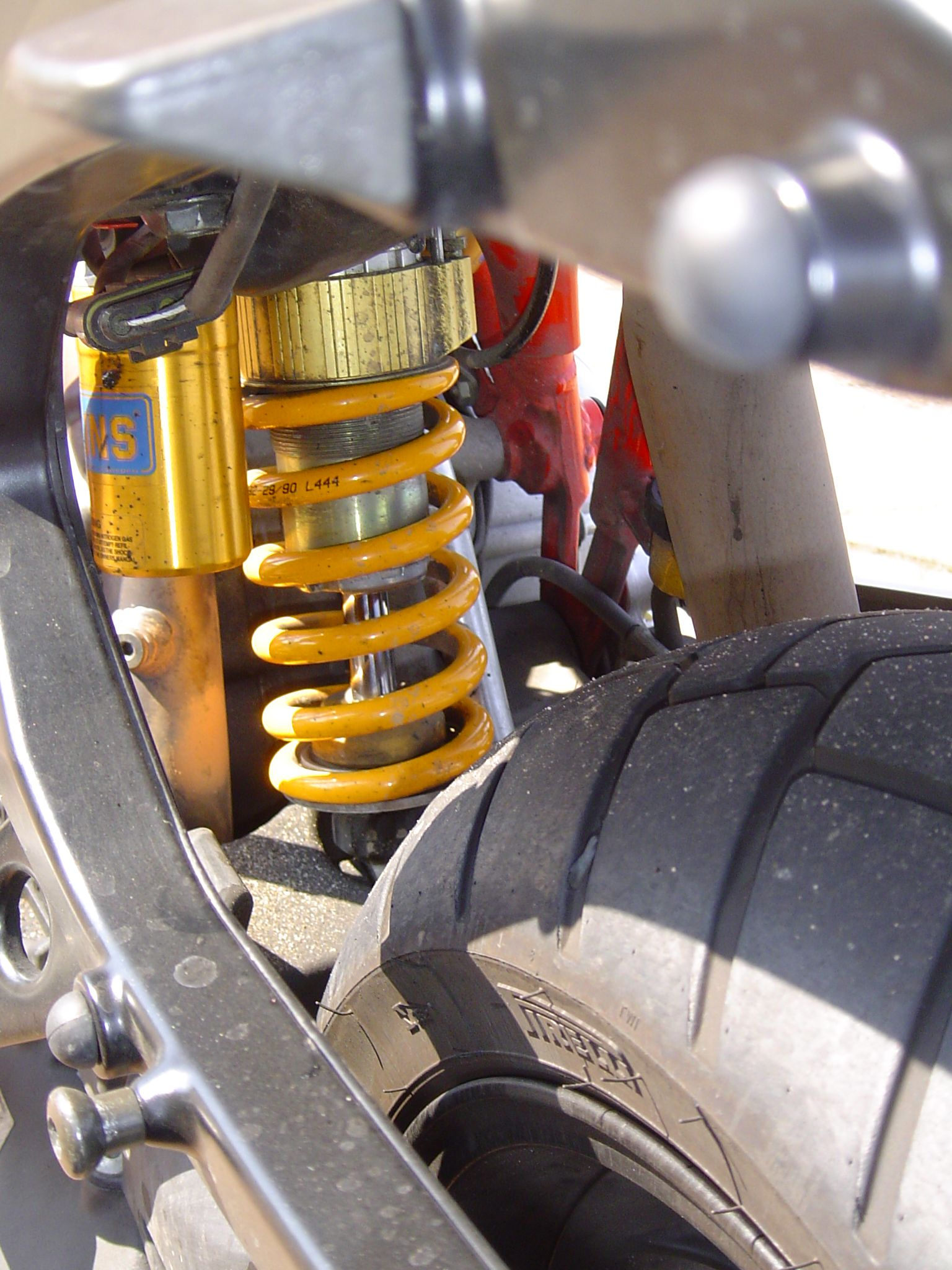
オートバイのサスペンション（ドゥカティ・ムルティストラーダの後輪側サスペンションユニット）

オートバイに使われるサスペンションは、ほとんどの形式ではスプリングとショックアブソーバー（ダンパー）が一体のサスペンションユニット（クッションユニット）となっている。自動車のそれと比べるとサスペンションスプリングの伸縮による車体のピッチングが大きく、操縦がしにくくなる。オートバイでは前輪側と後輪側で異なるサスペンション形式の採用が一般的。

### 前輪
オートバイの前輪側サスペンションは、後輪側よりも早い時期から取り入れられていた。歴史的にはガーダーフォークやアールズフォークなどの形式も広く用いられていたが、現在は多くの車種でテレスコピックフォークと呼ばれる形式が採用されている。テレスコピックフォークは、単純な構造で部品点数を少なく作ることができるが、フォークに対して直角方向の荷重に弱いほか、制動時などにフォークのストロークが大きくなる（前のめりになる）とキャスター角の変化が大きくなる短所を持つ。こうした短所を克服するために、ボトムリンク式やテレレバー式などの形式も採用されている。

### 後輪
初期のオートバイには後輪側に緩衝装置が無い車種も多く、代わりにサドルにばねが付けられていたものも多かった。こうした車両の構造はリジッドフレームと呼ばれている。現在では、ほとんどの車種でスイングアーム式が採用されているが、かつてはプランジャー式やハブクッション式といった形式も存在した。

## 鉄道車両のサスペンション
鉄道車両でも軌条（レール）への追従性、車両の安定性、乗り心地や静粛性の向上を目的としてサスペンションが組み込まれているが、自動車とは異なり、舵取り装置が不要で、前後どちらの向きにも同じ速度で運転され、自動車とは構造が異なる。ゴムタイヤ方式や超低床電車などを除くと、左右の車輪は車軸と一体の輪軸を採用していて、各軸の軸受けに懸架装置がないと軌道の狂いに対応できず、速度を上げた場合や輪重の不均等が起こった際には脱線につながる。トロッコなどで懸架装置の無いものが見られるが、この場合は左右輪が独立して回転できるようにして車輪がレールへ乗り上げることを防いでいる。
鉄道の黎明期には機関車以外の客車や貨車は二軸車であり、車軸の支持方式は台枠に固定された軸箱守（ペデスタル）を位置決めに用い、緩衝に重ね板ばねを用いていた。現在でも二軸貨車などに用いられている。車両の大型化と高速化が進むと固定車軸では対応できなくなり、ボギー台車が生まれた。また空気ばね台車の開発・研究の成果として、レールに対する車輪の追従性は軸箱を支持する軸ばねが担い、乗り心地に関しては台車と車体の間に備わる枕ばねが受け持つことが明らかにされ、旅客車両では優等車から一般車に至るまで枕ばねとして空気ばねが普及した。新幹線では高速走行時の車両の安定化を図るためJR西日本の500系車両ではアクティブサスペンションを取り入れ、300 km/hでの運行を実現。

## 自転車のサスペンション
自転車においては、起伏の激しい路面を走るマウンテンバイクやダウンヒル競技用のダウンヒルバイク（en:Downhill bike）にサスペンションを装備するモデルが多く、一部のクロスバイクでも装備されている。前後輪ともにサスペンションをもつフレーム構成をフルサスペンション、前輪のみにもつものをハードテイルと呼ぶ。特に高速で起伏の激しい斜面を下るダウンヒルバイクではサスペンションストロークを大きくとったフルサスペンションである場合が多い。一方、サスペンション機構を付加することで車体重量が増え、構成部品にかかる費用が増加することから、安価な軽快車や軽量性が求められるロードレーサーなどではサスペンションを装備しないものが専らである。

## 家具のサスペンション
主に事務用の椅子で人の身体が触れる部分の表層にクッション性と通気性を兼ね備える目的で弾性樹脂でできた網目状の布を用いる型がある。こうした布をサスペンションファブリックと呼び、この布を用いた椅子はSFチェアやメッシュチェアの名で呼ばれる。SFチェアの多くは、鋼もしくは高強度の樹脂を成形した剛性の高いフレームにサスペンションファブリックを張った、簡素な構造を持つ。

## 建築物のサスペンション
建築物の外装材の一種であるカーテンウォールは幅2 m内外、高さ4 - 5 m程度の大判のガラスが用いられる。風圧に耐え、人や物が衝突して容易に破損しない耐衝撃性が求められ、20 mm程度の厚みになり、1枚当たりのガラス重量は数百キログラムになる。ガラス窓ではガラスの重量はサッシ下辺で支えられるが、カーテンウォール用の大判ガラスの重量をサッシ下辺のみでの支持は施工性や費用面で容易ではない。ガラス上端を吊り金物で挟み、上部構造体の梁やスラブに固定してガラスの重量を分担する建築工法で問題を解決している。この建築工法をサスペンション工法と呼ぶ。